# Manoir de la Morsanglière
Le manoir de la Morsanglière est un édifice situé à Bonneville-la-Louvet, en France.

## Localisation
Le monument est situé dans le département français du Calvados, à 1,7 km à l'ouest du bourg de Bonneville-la-Louvet.

## Historique
Le manoir est daté de la seconde moitié du XVIe siècle et de la première moitié du XVIIe siècle.
Les façades, les toitures, l'escalier, la salle à manger et la chambre sont inscrits au titre des monuments historiques depuis le 20 mai 1975.